# Вибори до Європейського парламенту в Швеції 2014

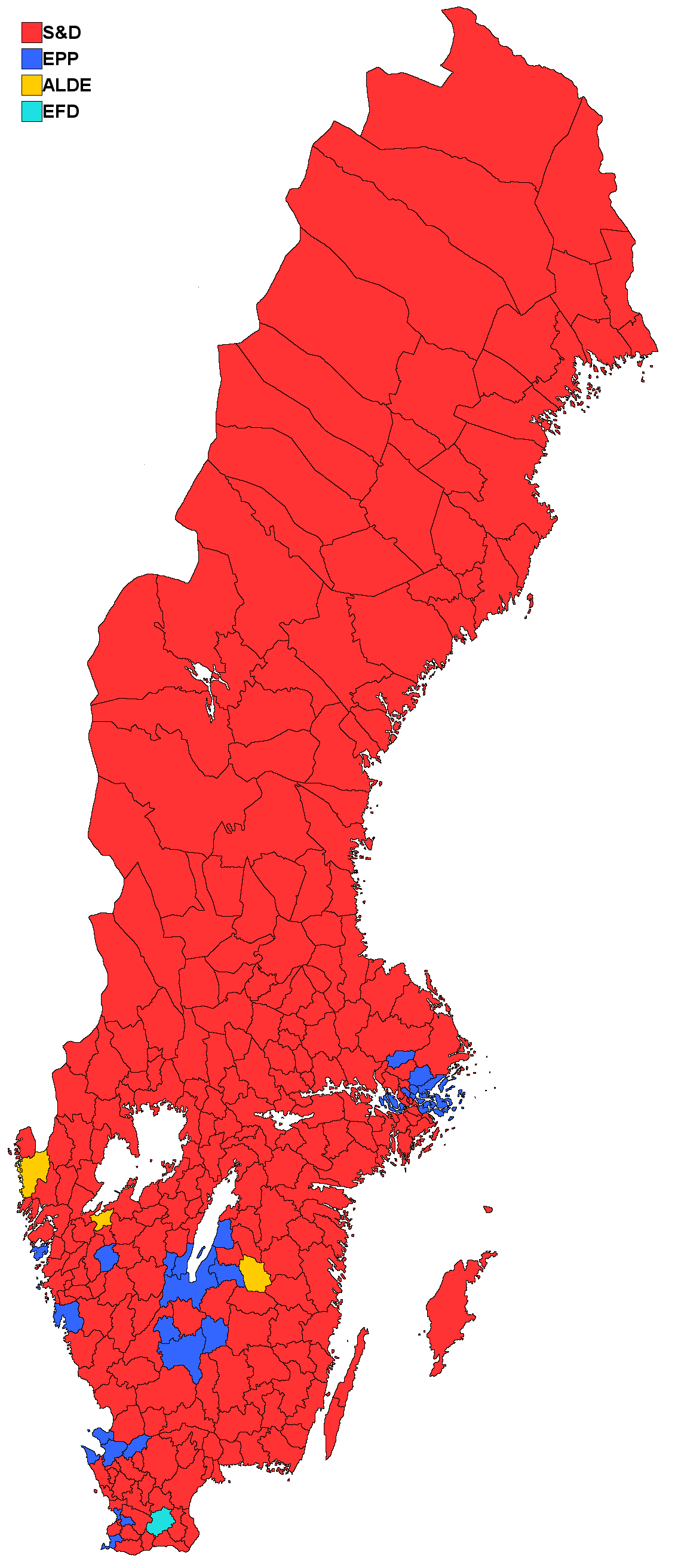

Вибори в Європейський парламент у Швеції пройшли 25 травня 2014 року. На виборах обрали 20 депутатів Європарламенту восьмого скликання від Швеції.
У грудні 2011 шведська делегація була збільшена з 18 до 20 депутатів.

## Результати
- Помірна коаліційна партія — 3
- Партія центру — 1
- Ліберальна народна партія — 2
- Християнські демократи — 1
- Шведські соціал-демократи — 5
- Ліва партія — 1
- Партія зелених — 4
- Шведські демократи — 2
- Феміністична ініціатива — 1